# 収容所から来た遺書
『収容所（ラーゲリ）から来た遺書』（ラーゲリからきたいしょ）は、辺見じゅんによるノンフィクション作品。1989年、文藝春秋より出版。1992年に文庫化の後、1993年にテレビドラマ化、1997年と2021年に漫画化、2022年に映画化などが行われ、ロングセラーとして長く読み継がれている。

## 概要
第二次世界大戦後、シベリアに抑留され、強制収容所（ラーゲリ）内で死んだ山本幡男の遺書が、彼を慕う仲間達の驚くべき方法によって厳しいソ連の監視をかいくぐって遺族に届けられた実話を描いた作品。
1986年（昭和61年）に角川書店と読売新聞社が共同で「昭和の遺書」を募集した際に、山本幡男の妻：山本モジミが夫からの遺書を投稿したものを、同企画の編集を務めた辺見じゅんがこれに目に留めたことをきっかけに、山本らの収容所での生活と遺書の経緯を調査し、このレポートを雑誌『文芸春秋』1987年10月号に「ラーゲリからの遺書配達人」の題名で発表したものが初稿である。雑誌収録作を基に2年をかけて加筆が行われ『収容所から来た遺書』の題名で書籍化され1989年（平成元年）6月に刊行された。
第21回大宅壮一ノンフィクション賞（1990年）、第11回講談社ノンフィクション賞（1989年）受賞。
1993年にフジテレビでテレビドラマ化され、1997年(講談社)と2021年(文芸春秋社)に漫画化（コミカライズ）、2022年には映画化が行われた。

## テレビドラマ
1993年8月13日、フジテレビ系『金曜エンタテイメント』枠で終戦48年特別企画として放送された。第20回放送文化基金賞番組部門本賞受賞。

### キャスト
- 山本幡男：寺尾聰
- 野崎定夫：石橋蓮司
- 新田庄二：河原崎長一郎
- 森口一郎：ガッツ石松
- チャック・ウィルソン
- 田中隆三
- 朴通訳：でんでん
- 小倉一郎
- 加茂さくら
- 粟津號
- 青木卓司
- 佐藤輝
- 頭師佳孝
- 新井つねひろ
- 名古屋章
- 不破万作
- 木村修
- 浜田晃
- 河原崎建三
- 江角英明
- 中山仁
- 山本マサト：原ひさ子
- 山本モジミ：いしだあゆみ

### スタッフ
- 企画：鈴木哲夫、勝田康三
- 演出：出目昌伸
- 原作：辺見じゅん
- 脚本：安倍徹郎
- 撮影：原一民
- 音楽：林光
- プロデューサー：小野耕人、中曾根千治
- 制作：フジテレビ、東映

## コミカライズ
1997年に『週刊少年マガジン』（講談社）掲載の横山秀夫脚本、三枝義浩作画による漫画の連作シリーズ『語り継がれる戦争の記憶』の第6話（1997年50号、51号）にコミカライズされて掲載され、単行本に収録された。
- 三枝義浩 画『語り継がれる戦争の記憶 第3巻』（第6話）講談社〈KCデラックス〉、1998年2月。ISBN 978-4-06-319901-7

また、2021年8月から文春オンライン上にも河井克夫作画によるコミカライズが掲載され、翌年2022年7月に単行本として発刊された。
- 辺見じゅん 原作、河井克夫 画『ラーゲリ〈収容所から来た遺書〉』文藝春秋〈文春現代史コミックス〉2022年7月12日、ISBN 978-4-16-090125-4

## 映画
『ラーゲリより愛を込めて』のタイトルで映画化され、2022年12月9日に公開された。監督は瀬々敬久、主演は二宮和也。また、テレビドラマ版で山本幡男を演じた寺尾聰も、幡男の長男・顕一（壮年期）役で出演している。